# باربادییو دل پس
باربادییو دل پس (به اسپانیایی: Barbadillo del Pez) یک شهرستان در اسپانیا است.